# Одоридзи
Одоридзи — знаки японского письма, означающие удвоение иероглифа или слога.
В японском языке одоридзи называют: одоридзи (яп. 踊り字, танцующий знак), касанэдзи (яп. 重ね字, знак повторения), курикаэсикиго (яп. 繰り返し記号 курикаэсикиго:, снова повторяющиеся символ), хампукукиго (яп. 反復記号 хампукукиго:, частицы «снова и снова»). Одоридзи используются для того, чтобы избежать повторного написания иероглифов. Например, слово хитобито, «люди», обычно пишется «人々», при этом используется кандзи «人» и значок повторения «々»; написание «人人» встречается реже. В японском есть три вида одоридзи для трёх используемых в языке письменностей: «々» — для кандзи, «ゝ» — для хираганы и «ヽ» — для катаканы; однако сегодня используется почти исключительно значок для кандзи.
В китайском языке тоже существует значок «々», его используют в скорописи аналогично японскому, однако он совершенно не встречается в печати и формализованных текстах, когда японцы предпочитают именно запись с одоридзи. В вертикально написанном тексте для замены дублирующегося иероглифа может использоваться значок «〃».

## История
Знаки повтора используются в Китае уже более двух тысяч лет. На бронзовом сосуде времени династии Чжоу, изображённом справа, «子二孫二寶用» записано с двумя знаками 二 (два) для обозначения повтора «子子孫孫寶用».

## Кандзи
Символ повтора кандзи иногда называется нома, так как напоминает значки катаканы но (ノ) и ма (マ). На самом деле символ происходит от скорописной записи иероглифа 仝, вариантного к 同. В вертикальном письме иногда используется знак «〻» (U+303B).
В китайском языке повтор символа означает усиление смысла, хотя имеется и исключение: 人 жэнь — человек, 人人 жэньжэнь — все.
Хотя в японском языке нет грамматической формы множественного числа, оно иногда может быть образовано повторением кандзи:
人 хито — человек; 人々 хитобито — люди;
山 яма — гора; 山々 ямаяма — горы.
Некоторые слова при удвоении меняют значение:
個 ко — нечто, штука; 個々 коко — по одному, по отдельности (как в китайском языке);
時 токи — время; 時々 токидоки — иногда (в китайском языке 時時 шиши — «часто»);
翌日 ёкудзицу — на следующий день; 翌々日 ёку-ёкудзицу — через два дня.
Одоридзи не используются, когда это не оправдано этимологически (по происхождению), например:
民主 минсю, «демократический» + 主義 сюги, «доктрина» = 民主主義 минсюсюги — демократия. Сокращение не используется.

## Кана
В кане используются различные одоридзи для хираганы (ゝ) и для катаканы (ヽ). В старинных японских текстах одоридзи для каны использовались очень широко, а сегодня почти не используются, хотя могут появляться в записках и других неформальных записях. Знак для хираганы иногда используется в личных именах, например, さゝき Сасаки или おゝの О:но.
Одоридзи для каны повторяют только неозвонченные слоги, поэтому могут присоединять значок озвончения нигори (и ханнигори); примером может служить имя みすゞ Мисудзу, также эта специфическая особенность есть в полном названии фирмы Isuzu (яп. いすゞ). Если предстоящий слог содержит озвончение, например, в じじ дзидзи, то точно так же отмечается и озвончение одоридзи — じゞ, а не じゝ, которое из-за базовой неозвонченности одоридзи следует читать как дзиси.

## Повторение нескольких знаков
Вдобавок к знакам, удваивающим одну мору, имеются и знаки удвоения двух мор. Они используются только в вертикальном письме, а в современном японском совершенно не используются. Вертикальный знак 〱 (глухой) и 〲 (звонкий) напоминают знак каны ку (く), поэтому они называются кунодзитэн (яп. くの字点). Они удлинены примерно вдвое, по сравнению с обычными знаками. Когда нужно изобразить эти знаки в Интернете, используются символы 〳〵 и 〴〵, так как горизонтальных вариантов кунодзитэн не существует.
Если к кунодзитэн добавляется дакутэн (комбинируемый значок, придающий кане звонкость), то он действует на первый слог повторяемого слова. Например, токородокоро может быть написано как ところ〴〵 — озвончение произошло только с первым слогом.
В качестве альтернативы можно указать на повторение простых (горизонтальных) одоридзи: ところゞゝゝ токородокоро или 馬鹿々々しい бакабакасий. Такая запись не очень распространена в современном письме, но ею часто пользуются во избежание использования разорванного кунодзитэна 〳〵.
В отличие от простого одоридзи, в случае повторения звонкого слога одиночная 〱 будет означать звонкий слог: ばか〱しい — это «бакабакасий».

## Аналоги в других языках
В тайском языке имеется знак май ямок «ๆ», показывающий удвоение слова. Удвоенные слова, как в китайском, имеют усиленное значение.
В английском и других европейских языках используется знак повтора «ditto mark» (″).

Имеется египетский иероглиф, 
| O50 · Z4 |

 — sp sn, повторяющий предыдущий иероглиф.